# Johny Tolengo, el majestuoso
Johny Tolengo, el majestuoso es una película argentina cómica de 1987 dirigida por Enrique Dawi y Gerardo Sofovich y protagonizada por Juan Carlos Calabró, Noemí Alan y Guillermo Francella. El guion fue escrito por Salvador Valverde Calvo, basado en un personaje creado por Calabró para el programa televisivo Calabromas. Fue estrenada el 16 de julio de 1987.

## Sinopsis
Johny Tolengo (Calabró) es un superexitoso y "glamoroso" cantante, admirado por los niños. Luego de volver de Estados Unidos (donde ganó los premios Oscar, Grammy y Tony en una misma temporada) es extorsionado por la mafia para que firme con una turbia empresa discográfica, disparándose así una serie de aventuras inesperadas para Tolengo.

## Reparto
| Actor                 | Personaje                             |
| --------------------- | ------------------------------------- |
| Juan Carlos Calabró   | Johny Tolengo                         |
| Noemí Alan            | Srta. Flor Baltazar                   |
| Guillermo Francella   | Socio de Baltazar                     |
| Nené Malbrán          | Tota                                  |
| Naanim Timoyko        | Laura                                 |
| Cacho Espíndola       | Primer secuaz                         |
| Iliana Calabró        | Gitana Montserrat                     |
| Los Bicivoladores     |                                       |
| Carlos Artigas        | Teo, mayordomo de Tolengo             |
| Mónica Guido          | Cristina, secretaria del Sr. Caminsky |
| José Andrada          | Segundo secuaz                        |
| Carlos Serafino       | Sr. Caminsky                          |
| Lisardo García Tuñón  | Mucamo de la Srta. Flor Baltazar      |
| José María Safigueroa | Animador                              |
| Willy Ruano           | Rubano, representante de Tolengo      |

## Banda sonora
| Pista | Título                                  | Duración |
| ----- | --------------------------------------- | -------- |
| 1     | Haciendo la vertical                    | 2:24     |
| 2     | Estoy de liga                           | 2:37     |
| 3     | No te des mucha manija                  | 2:46     |
| 4     | La gitana Monserrat                     | 1:58     |
| 5     | Johny Tolengo                           | 2:33     |
| 6     | Estás para ganar                        | 2:21     |
| 7     | Mi fiel Teo                             | 3:06     |
| 8     | Mis amigos los pibes                    | 2:42     |
| 9     | Ven gitana                              | 2:29     |
| 10    | Estás para ganar (Versión instrumental) | 2:08     |